# Dolce Gusto

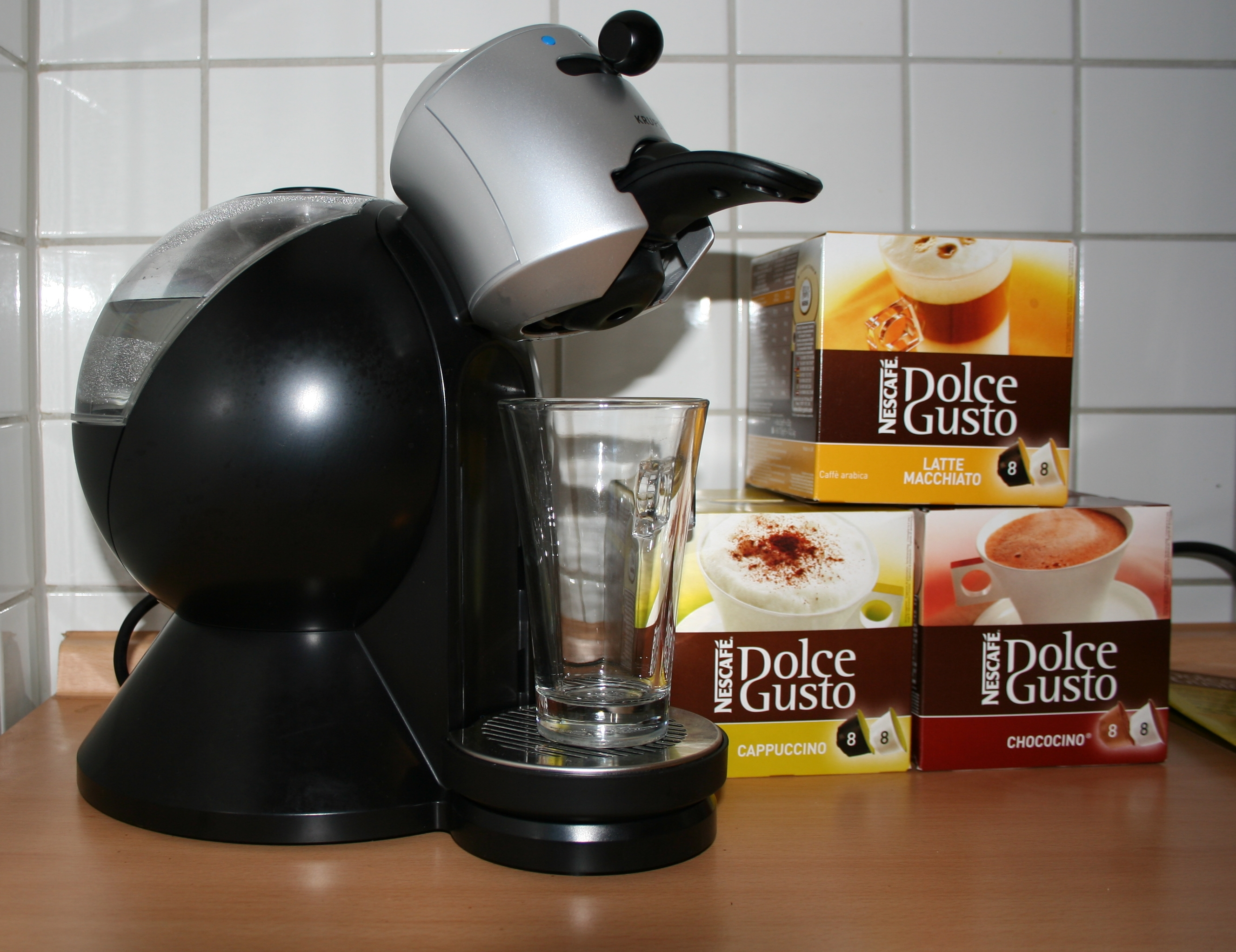
Dolce Gusto Kaffeeautomat

Nescafé Dolce Gusto je kapslový kávovar od firmy Krups, vyráběný je ve spolupráci s firmou Nestlé a je určený pro domácí použití.

## Aktuální náplně
- Espresso
- Espresso Intenso
- Caffè Lungo
- Caffè Lungo mild
- Caffè Lungo decafinato (bez kofeinu)
- Latte macchiato
- Latte Macchiato neslazené
- Cappuccino
- Cappuccino Ice (ledová káva)
- Chococino (čokoládová specialita)
- Caffè mocha
- Espresso Decaffeinato (bez kofeinu)
- Nestea Ice Tea (broskvový ledový čaj)